# Jianfeng, Liaoning
Jianfeng är ett stadsdelsdistrikt i Kina. Den ligger i Zhanqian i provinsen Liaoning, i den nordöstra delen av landet, omkring 160 kilometer sydväst om provinshuvudstaden Shenyang. Antalet invånare är 79 322. Befolkningen består av 40 699 kvinnor och 38 623 män. Barn under 15 år utgör 8,0 %, vuxna 15-64 år 80 %, och äldre över 65 år 10,0 %.
Runt Jianfeng är det mycket tätbefolkat, med 1 135 invånare per kvadratkilometer. Närmaste större samhälle är Yingkou, 1,0 km sydväst om Jianfeng. Runt Jianfeng är det i huvudsak tätbebyggt.
Genomsnittlig årsnederbörd är 870 millimeter. Den regnigaste månaden är juli, med i genomsnitt 212 mm nederbörd, och den torraste är januari, med 8 mm nederbörd.